# Chelonus alius
Chelonus alius är en stekelart som beskrevs av Mccomb 1968. Chelonus alius ingår i släktet Chelonus och familjen bracksteklar. Inga underarter finns listade i Catalogue of Life.